# Lexus RC
La Lexus RC è una coupé compatta premium prodotta dalla Lexus, il marchio di lusso del gruppo Toyota. La sigla RC sta per "RadicalCoupe " ed è la versione coupé a due porte della Lexus IS (XE30). La RC è identificata con il nome in codice serie XC10. Lo stile della RC è mutuato dal prototipo LF-LC, che a sua volta è stata anticipata dal prototipo LF-CC.

## Profilo

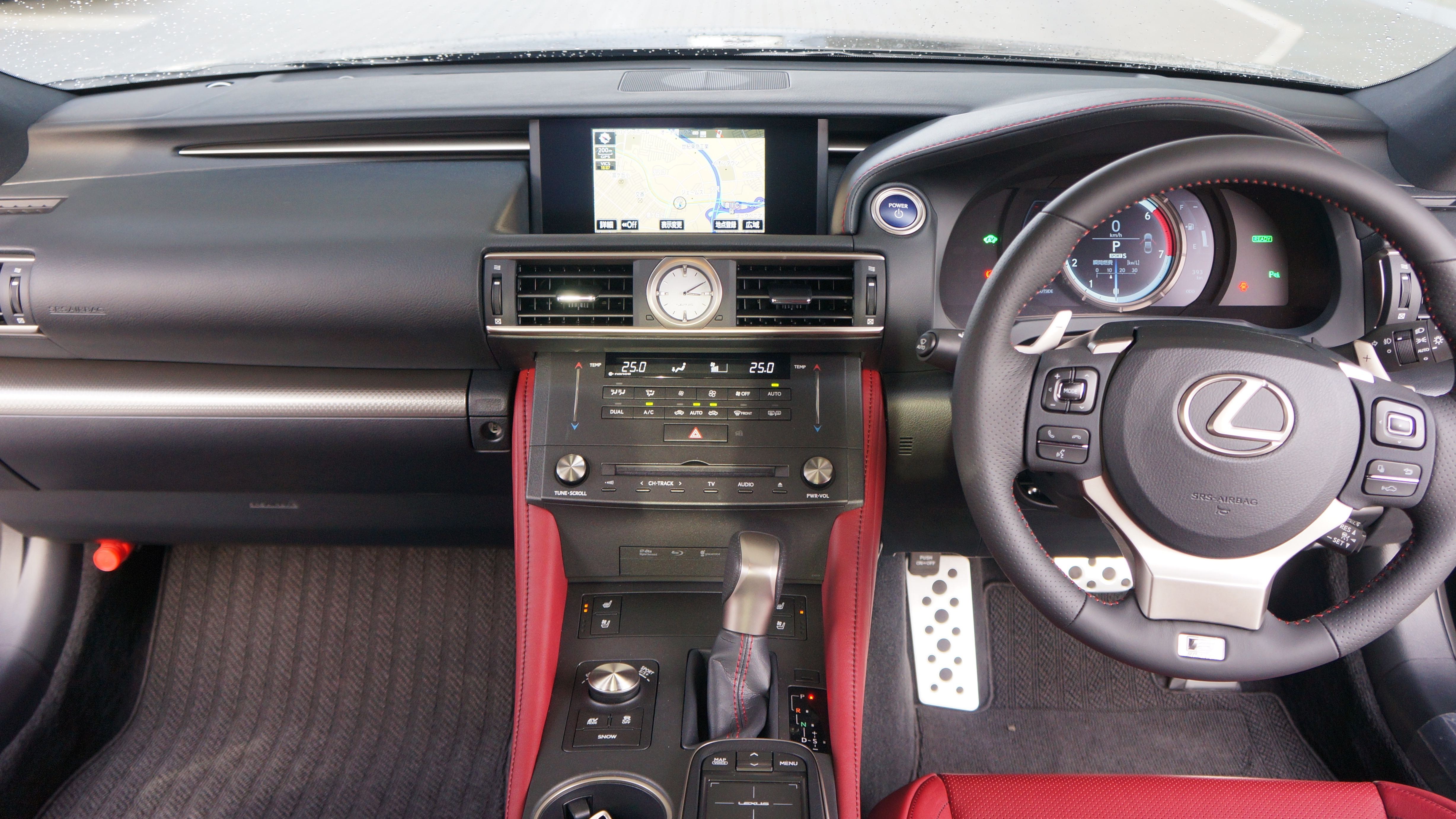
Interni di una Lexus RC 300h F Sport del 2014

La Lexus RC è stata presentata nel 2013 al Salone dell'automobile di Tokyo.
Ha un passo più corto rispetto alla IS da cui deriva, ha tre lampade a LED nei fari anteriori dalla forma triangolare e cerchi da 18 pollici in lega a cinque razze di serie o cerchi 19 pollici a dieci razze come opzione.
Il modello è stato commercializzato in Giappone nella seconda metà del 2014 nelle versioni RC 350 a benzina e RC 300h a trazione ibrida. Le vendite negli Stati Uniti sono iniziate a novembre 2014.
Inizialmente, la RC è disponibile con una scelta di tre motori; la RC 300h con il motore 2.5 litri 2AR-FSE quattro cilindri in linea accoppiato ad un motore elettrico da 143 CV e dotato di trasmissione a variazione continua, la RC 350 con il 3,5 litri V6 2GR-FSE, e la RC F con 5,0 litri V8 2UR-GSE. La RC 200T, dotata del motore 2.0 litri con sigla 8AR-FTS a 4 cilindri in linea turbo a benzina, è stata aggiunta alla gamma alla fine del 2015. La trazione integrale è offerta in opzione per la RC 300h e RC 350.

### RC F

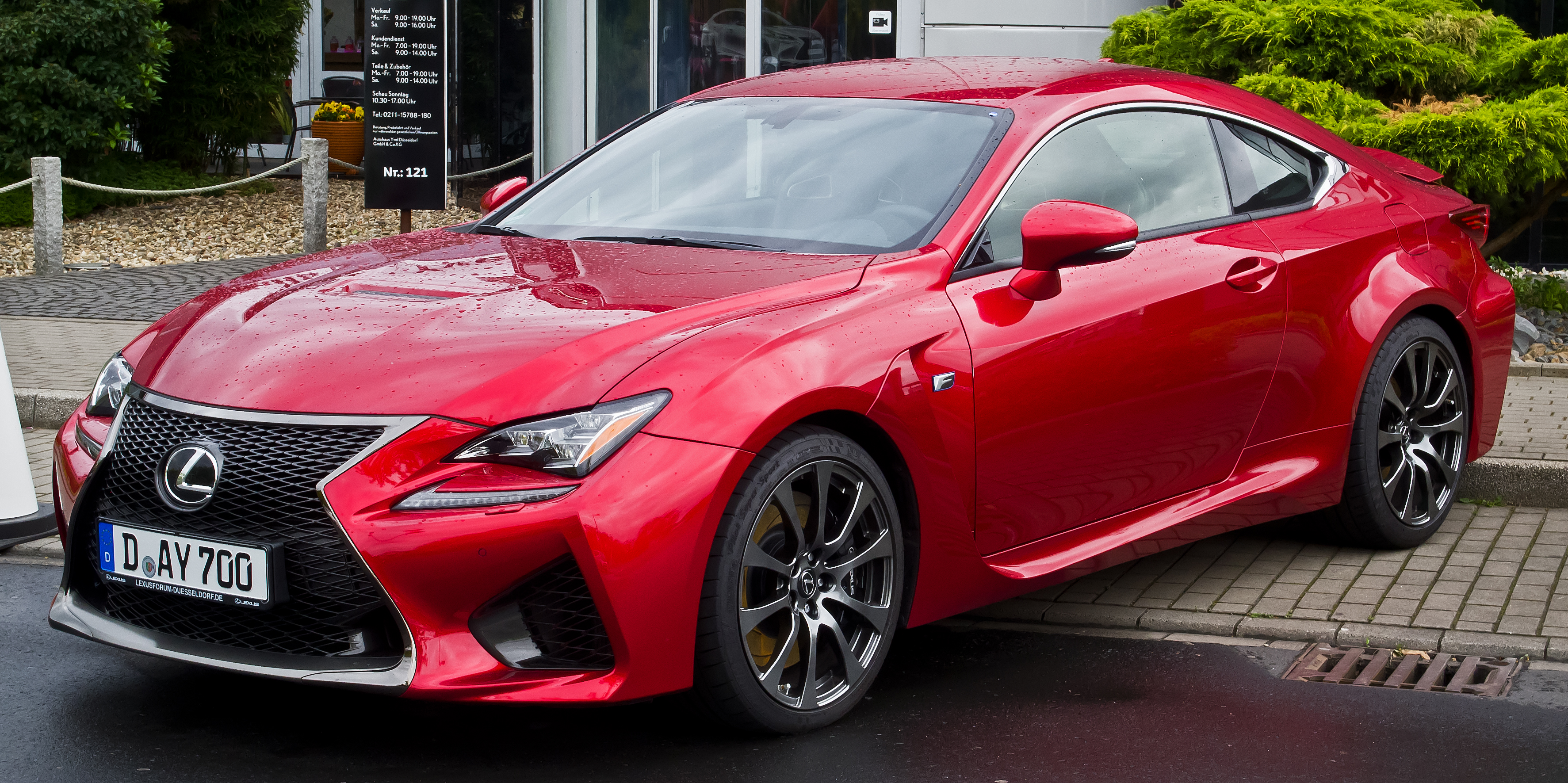
Lexus RC F del 2015

La Lexus RC F è la versione ad alte prestazioni della RC, con il 5.0 litri 2UR-GSE V8 con ciclo Atkinson, dotata di un cambio a otto velocità con trasmissione automatica che invia la potenza alle ruote posteriori. La potenza erogata è di 471 CV tra 6.800 e 7.300 giri/min e la coppia sprigionata è di 530 Nm fruibili tra 4.800 e 5.600 giri/min. La velocità massima è autolimitata a 250 km/h e l'accelerazione da 0 a 100 km/h viene coperta in 4,5 secondi; i 400 metri piani da autovettura ferma vengono coperti in 12.5 secondi.
La RC F è dotata di differenziale Torque Vectoring (TVD) con tre modalità di funzionamento (standard, slalom, o tracciato), sospensioni anteriori e posteriori indipendenti, ammortizzatori monotubo a gas e barre stabilizzatrici con snodo sferico, nuove ruote in alluminio forgiato da 19 pollici, la griglia anteriore con trama unica a "x" anche nella metà inferiore, cofano anteriore sagomato con una piccola "gobba", sistema di aspirazione della LFA, condotti di raffreddamento anteriori maggiorati, condotti degli sfoghi d'aria nei parafanghi anteriori dalla forma a L, cruscotto della LFA (con un grande contagiri montato centralmente che varia la colorazione a seconda della modalità di guida, tachimetro digitale e analogico, doppia coppia di monitor per analizzare i parametri di guida, misuratore della forza g, indicatori del livello dell'olio e della temperatura dell'acqua, le informazioni di chilometraggio e un cronometro da gara), nuovo schienale dei sedili, nuove finiture interne, pedaliera sportiva in alluminio, freni a disco sulle quattro ruote con sistema di frenatura antibloccaggio (ABS) con ripartitore elettronico di frenata (EBD) e assistenza alla frenata (BA) della Brembo, ruote anteriori da 19x9 pollici e posteriori da 19x10 pollici, rispettivamente con pneumatici da 255/35R19 e 275/35R19.
La RC F è stata presentata nel 2014 al salone dell'automobile di Detroit.

### Produzione
Le parti del pacchetto in fibra di carbonio per la RC F sono costruiti a Aichi, dopo la fine della produzione della LFA.
La trasmissione del cambio a 8 rapporti denominata Toyota AA80E utilizzata sulla RC F è costruita e fornita dalla Aisin AW.